# Бредфорд Бішоп
Вільям Бредфорд Бішоп-молодший (англ. William Bradford Bishop Jr. нар. 1 серпня 1936) — колишній офіцер дипломатичної служби США, який переховувався від правосуддя з моменту вбивства своєї дружини, матері та трьох синів у 1976 році    10 квітня 2014 року Федеральне бюро розслідувань (ФБР) внесло його до списку десяти найбільш розшукуваних утікачів.  27 червня 2018 року Бішопу, якому на той час мав би виповнитися 81 рік, виключили зі списку, звільнивши місце, за словами ФБР, для ще одного «небезпечного втікача». Однак, його все ще активно розслідує ФБР,  і червоне повідомлення Інтерполу все ще діє. 

## Біографія

### Ранні роки та кар'єра
Вільям Бредфорд Бішоп-молодший народився 1 серпня 1936 року в Пасадені, Каліфорнія, США. У 1959 році він одружився з Аннет Кетрін Вайс (Annette Kathryn Weis). У них було троє синів: Вільям Бредфорд III (нар. 1961), Брентон (нар. 1965) та Джеффрі (нар. 1971). Сім'я мешкала в Бетесді, штат Меріленд.
Бішоп служив на дипломатичній службі США, працюючи в Державному департаменті. Він займав посаду помічника начальника відділу спеціальних заходів та комерційних угод. Перед вбивством він перебував під психіатричним наглядом і вживав ліки від депресії, а також страждав на хронічне безсоння.

### Вбивства та зникнення
1 березня 1976 року Бішоп дізнався, що йому відмовили у підвищенні. Того ж дня він залишив роботу раніше, посилаючись на погане самопочуття. По дорозі додому він зняв $400 з банківського рахунку, придбав каністру бензину та кувалду.
Поліція вважає, що після повернення додому в Бетесду, між 19:30 та 20:00, Бішоп убив свою 37-річну дружину Аннет, а потім свою 68-річну матір Лобелію, коли та поверталася з прогулянки з собакою. Згодом він убив трьох своїх синів — 14-річного Вільяма, 10-річного Брентона та 5-річного Джеффрі — коли вони спали у своїх ліжках нагорі. Усі жертви померли від травм тупим предметом, ймовірно, кувалдою.
Після вбивств Бішоп, імовірно, завантажив тіла в сімейний універсал Chevrolet Malibu темно-червоного кольору, накрив їх ковдрами та проїхав близько 443 км (275 миль) до густо залісненого болота приблизно за 8 км (5 миль) на південь від Колумбії, Північна Кароліна. Там він викопав неглибоку яму, склав у неї тіла і підпалив їх бензином. Пізніше того ж дня його бачили, коли він купував тенісні кросівки в спортивному магазині в Джексонвіллі, Північна Кароліна. За свідченнями очевидців, з ним був сімейний собака (золотистий ретрівер Лео), і, можливо, його супроводжувала темношкіра жінка.
10 березня сусід Бішопів звернувся до поліції, оскільки давно не бачив родину. Детективи виявили сліди крові на ґанку, на підлозі та стінах передпокою та спалень будинку Бішопів. 18 березня універсал Бішопа було знайдено покинутим на віддаленому кемпінгу в Елкмонті, Теннессі, у Національному парку Грейт-Смокі-Маунтінс, за кілька миль від Аппалачської стежки і приблизно за 640 км (400 миль) від місця поховання сім'ї. У машині виявили дві закривавлені брезентові накидки, закривавлену ковдру, сокиру, рушницю та валізу з чоловічим одягом та туалетними приналежностями.

### Розслідування та розшук
ФБР висунуло Бішопу звинувачення у незаконній втечі, щоб уникнути судового переслідування за вбивства. Він мав приблизно тиждень до того, як влада почала його розшукувати, і, можливо, він використав свій дипломатичний паспорт для втечі. За словами спеціального агента ФБР Стіва Вогта, ні гаманець, ні паспорт Бішопа так і не були знайдені.
З 1976 року надходили численні повідомлення про можливі побачення Бішопа в різних європейських країнах, включаючи Італію, Бельгію, Велику Британію, Фінляндію, Нідерланди, Німеччину, Грецію, Іспанію, Швецію та Швейцарію. ФБР описало його як "тривалого безсоння", який "можливо, вів щоденник або журнал". Він "пив скотч і вино, любив арахіс та гостру їжу", був "інтенсивним і самозакоханим, схильним до спалахів насильства і віддавав перевагу охайному та упорядкованому середовищу".
На сьогодні Вільям Бредфорд Бішоп-молодший залишається одним з найбільш розшукуваних злочинців ФБР, хоча його було виключено зі списку Десяти найбільш розшукуваних утікачів у 2018 році. Його доля досі залишається невідомою.